# Ritz-Carlton

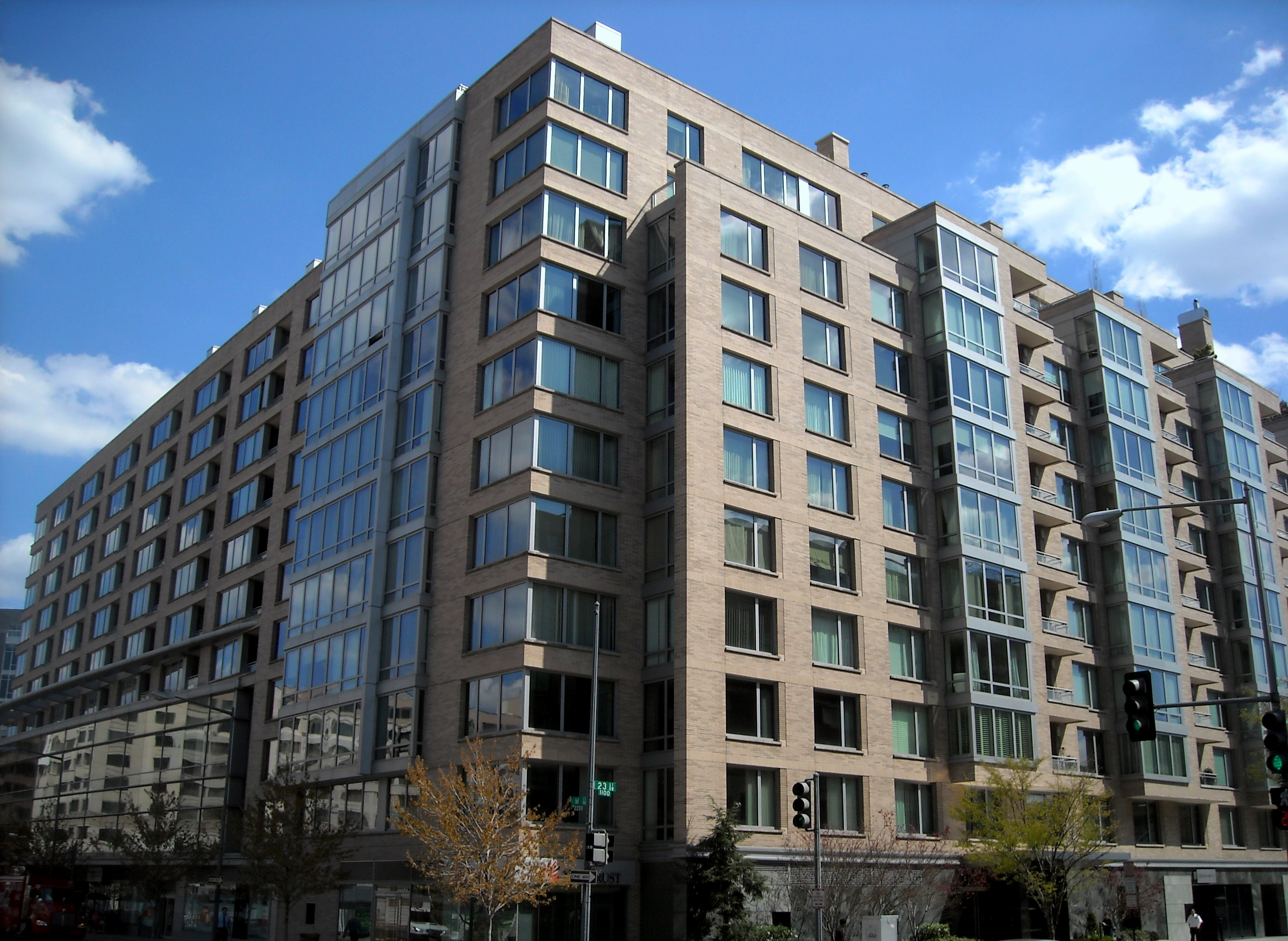
Отель сети Ritz-Carlton в Вашингтоне (США)

«The Ritz-Carlton» — международная сеть гостиниц класса «люкс». Сеть находится в собственности и управляется компанией Ritz-Carlton Hotel Company, дочерней компанией крупнейшего в мире гостиничного холдинга Marriott International. Штаб-квартира сети расположена в штате Мэриленд (США).
Президент Ritz-Carlton Hotel Company — Эрве Юмлер (фр. Herve Humler).
The Ritz-Carlton управляет 91 гостиницей в крупнейших городах и на популярных курортах в 30 странах мира. Общая численность персонала — 40 тыс. человек. Выручка The Ritz-Carlton Hotel Company в 2005 составила $673,4 млн.

## В России

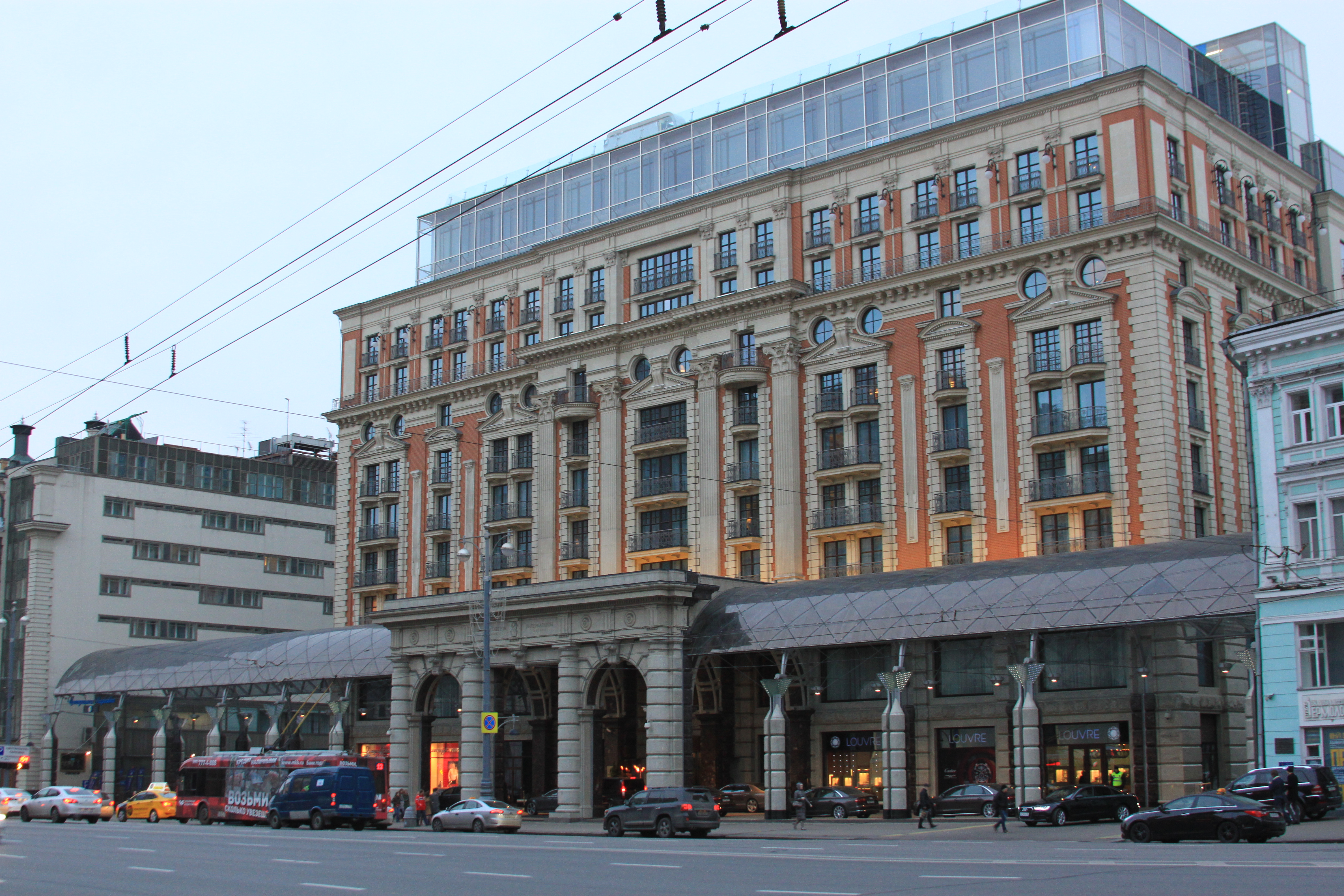
Отель сети Ritz-Carlton в Москве

1 июля 2007 года первый в России отель «Ритц-Карлтон Москва» под управлением сети открылся в Москве на месте снесённого высотного здания гостиницы «Интурист» в начале Тверской улицы.

## Награды
The Ritz-Carlton Hotel Company — единственная сервисная компания, дважды награждённая премией Malcolm Baldrige National Quality Award — в 1992 и 1999 годах.

cruise ships